# Інтим (фільм)
«Інтим» — скандальний фільм театрального режисера-експериментатора і постановника «Королеви Марго» Патріса Шеро. Сценарій написаний за твором Ханіфа Курейші. На Берлінському кінофестивалі 2001 року фільм завоював «Золотого ведмедя» і «Срібного ведмедя» за найкращу жіночу роль, а також премію «Блакитний ангел» за найкращий європейський фільм. Роберт Едді зіграв у фільмі свою останню роль.

## У ролях
| Актор             | Роль                |
| ----------------- | ------------------- |
| Марк Райленс      | Джей                |
| Керрі Фокс        | Клер                |
| Сюзанна Харкер    | Сьюзен дружина Джея |
| Аластер Гелбрейт  | Віктор              |
| Філіпп Кальваріо  | Ієн                 |
| Тімоті Сполл      | Енді                |
| Маріанна Фейтфулл | Бетті               |
| Фрайзер Ейрс      | Дейв                |
| Роберт Едді       | власник бару        |

## Сюжет
Дія відбувається в Лондоні. Фільм починається зі сцени, в якій чоловік відчиняє двері й запитує жінку, яка прийшла, чи домовлялися вони. Вона відповідає: «Ні». Він запрошує її випити кави, але натомість вони в страшному поспіху займаються відверто показним сексом… Дія відбувається в бідній, неприбраній квартирі, між людьми з втомленими обличчями. Глядач дізнається, що зустрічаються вони щосереди. Ніяких розмов до і після, тільки секс.
Чоловік — Джей — працює барменом. Кілька років тому він залишив свою сім'ю, взяв і просто пішов, оселився в одного. Але його самотність залишилося з ним, і дні його убогі та бідні, як і квартира, де він живе, і прикрашає їх тільки секс. Жінка — Клер — актриса. У неї сім'я — свиноподібний чоловік і маленький хлопчик. Сірість, нудьга та самотність проникли в її повсякдення, але немає ні сил, ні рішучості боротися з цим, і тільки скажений анонімний секс приносить забуття.
Крок за кроком реальність входить в їхні стосунки: Джей прослідкував за нею, помалу почав дізнаватися її життя, побачив її сім'ю, її роботу, її повсякдення. Тільки вони не здатні дивитися в очі життя — вона не хоче нічого міняти, може бути, тільки партнера по анонімному сексу, він вже довів свою нездатність боротися, він здатний залишатися тільки зі своєю самотністю… Проходить остання середа їх зустрічі.

## Особливості
Техніка зйомки (оператор — Ерік Готьє) відрізняється реалізмом і навіть натуралізмом, негарне домінує над красивим — неприкрашене оздоблення квартири холостяка, не надто вражаючі обличчя акторів. Водночас сцени сексу зняті з більшою естетикою, але також і з усе більшою відкритістю… Межі між еротикою та порно — хиткі та ледь вловимі, особливо «розігріти кров» глядача має той факт, що все відбувається насправді, спочатку перед знімальною групою, на очах у чоловіка виконавиці головної ролі, а під час показу фільму — перед тисячами й тисячами очей…
Роль Роберта Едді дуже маленька, він виступає на одній сцені на кілька хвилин: власник бару розмовляє зі своїми барменами. Цікаво, що сам Едді під час зйомки говорив про «Інтим» з іронією, натякаючи на те, що сцена з власником бару — одна з небагатьох, де люди залишаються одягненими. Він також зі скептицизмом ставився до фільму, який за рік завоював більше нагород з усіх, в яких він грав за всю свою кар'єру.